# Frankfurt-Eckenheim
Eckenheim ist seit dem 1. April 1910 ein Stadtteil von Frankfurt am Main.
Eckenheim hat heute 14.206 Einwohner.

## Geografische Lage
Bezogen auf die heutige Stadtausdehnung liegt Eckenheim relativ zentral, etwa 5 km nördlich des Stadtzentrums von Frankfurt am Main, während es sich zur Zeit der Eingemeindung in nördlicher Randlage Frankfurts befand. Eckenheim ist umgeben von den Stadtteilen Dornbusch, Bornheim, Frankfurter Berg, Nordend, Eschersheim und Preungesheim.
Der alte Ortskern ist bis heute geprägt von Fachwerkhäusern und verwinkelten Gassen. Noch bis Anfang des 20. Jahrhunderts war Eckenheim ein Dorf, dessen Einwohnerschaft überwiegend aus Bauern und Gärtnern bestand, die ihre Erzeugnisse nach Frankfurt lieferten. Das Dorf war von Frankfurt über die Eckenheimer Landstraße zu erreichen.

## Geschichte

### Mittelalter

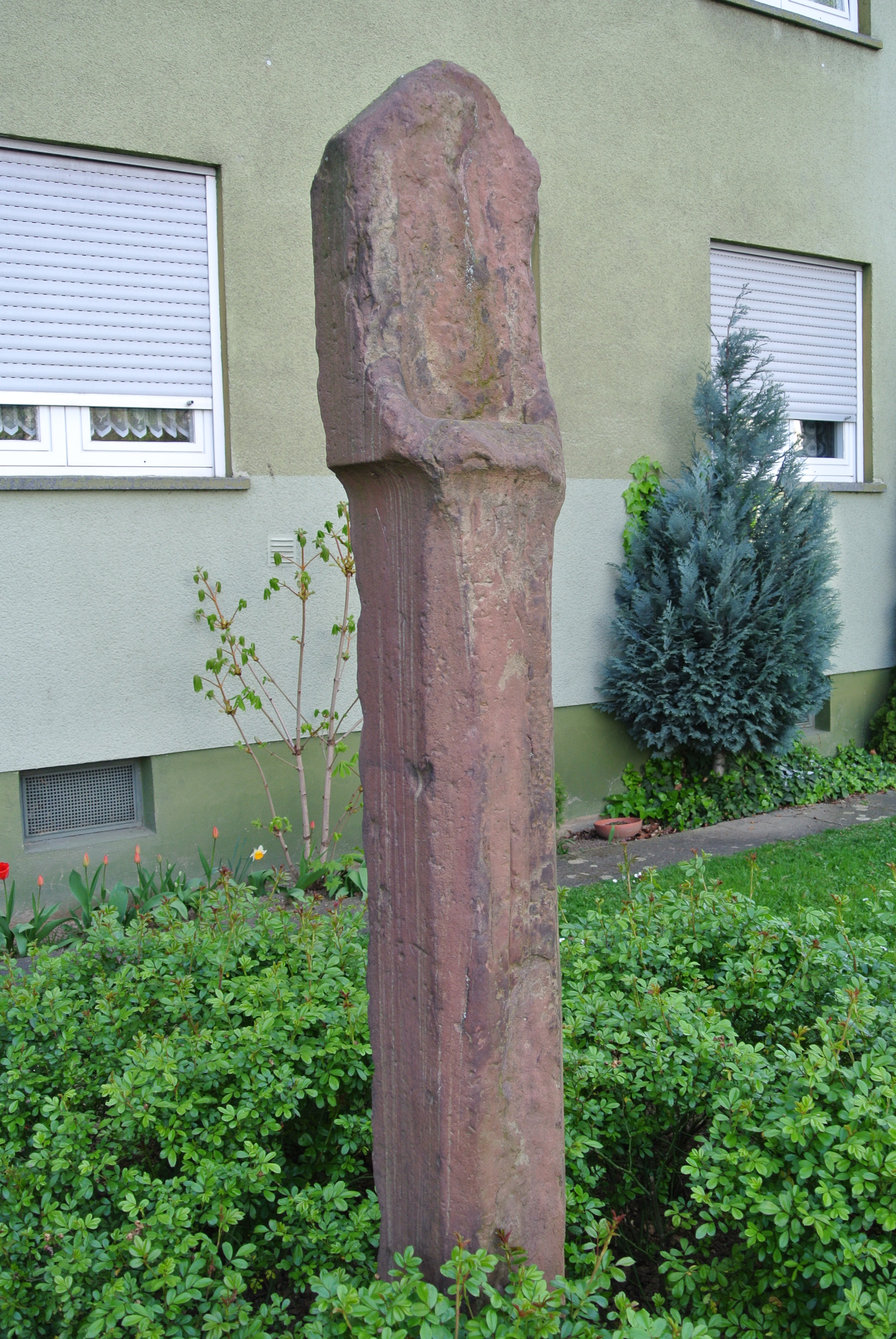
Heiligenstock von 1516

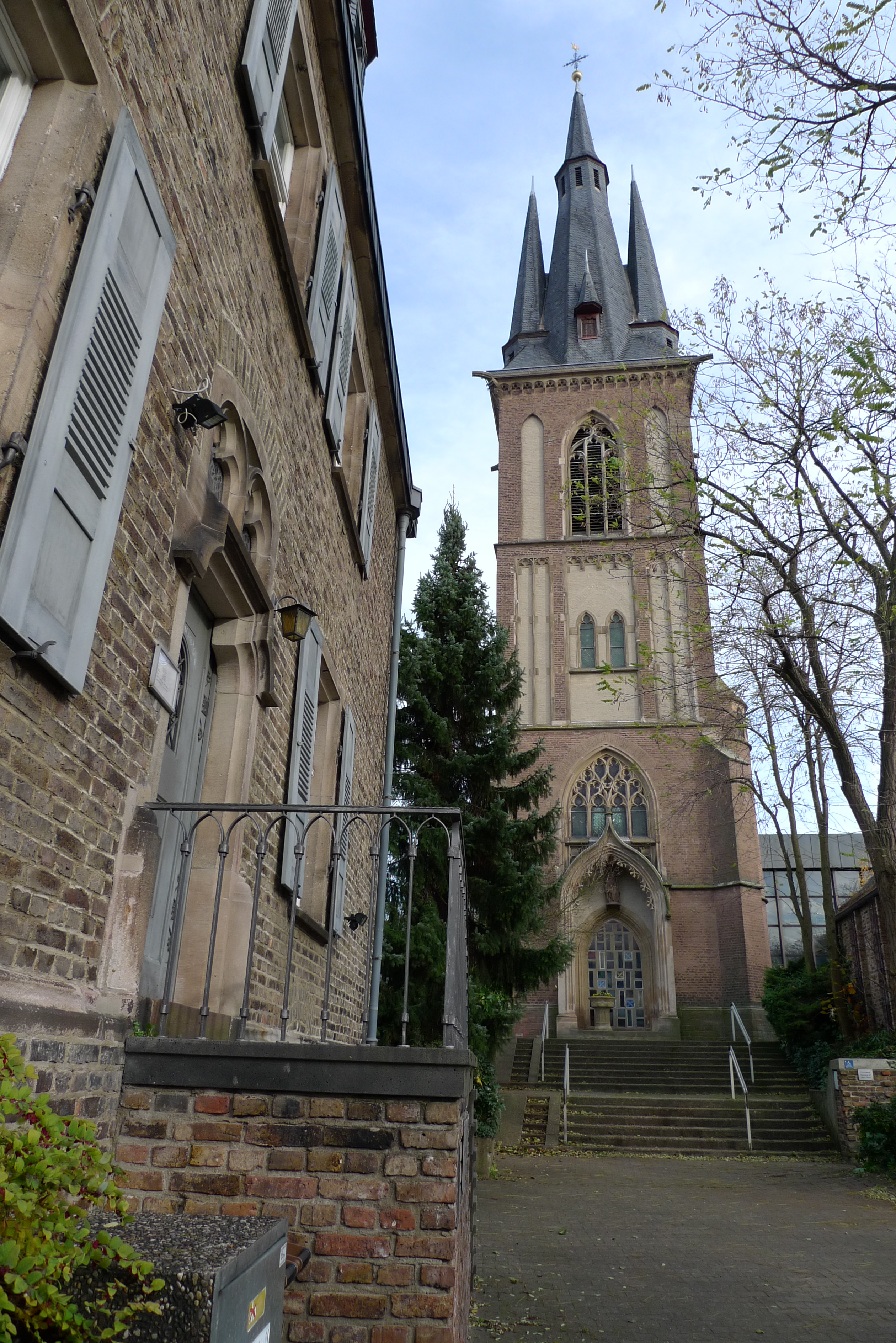
Blick auf den Turm der kath. Herz-Jesu-Kirche

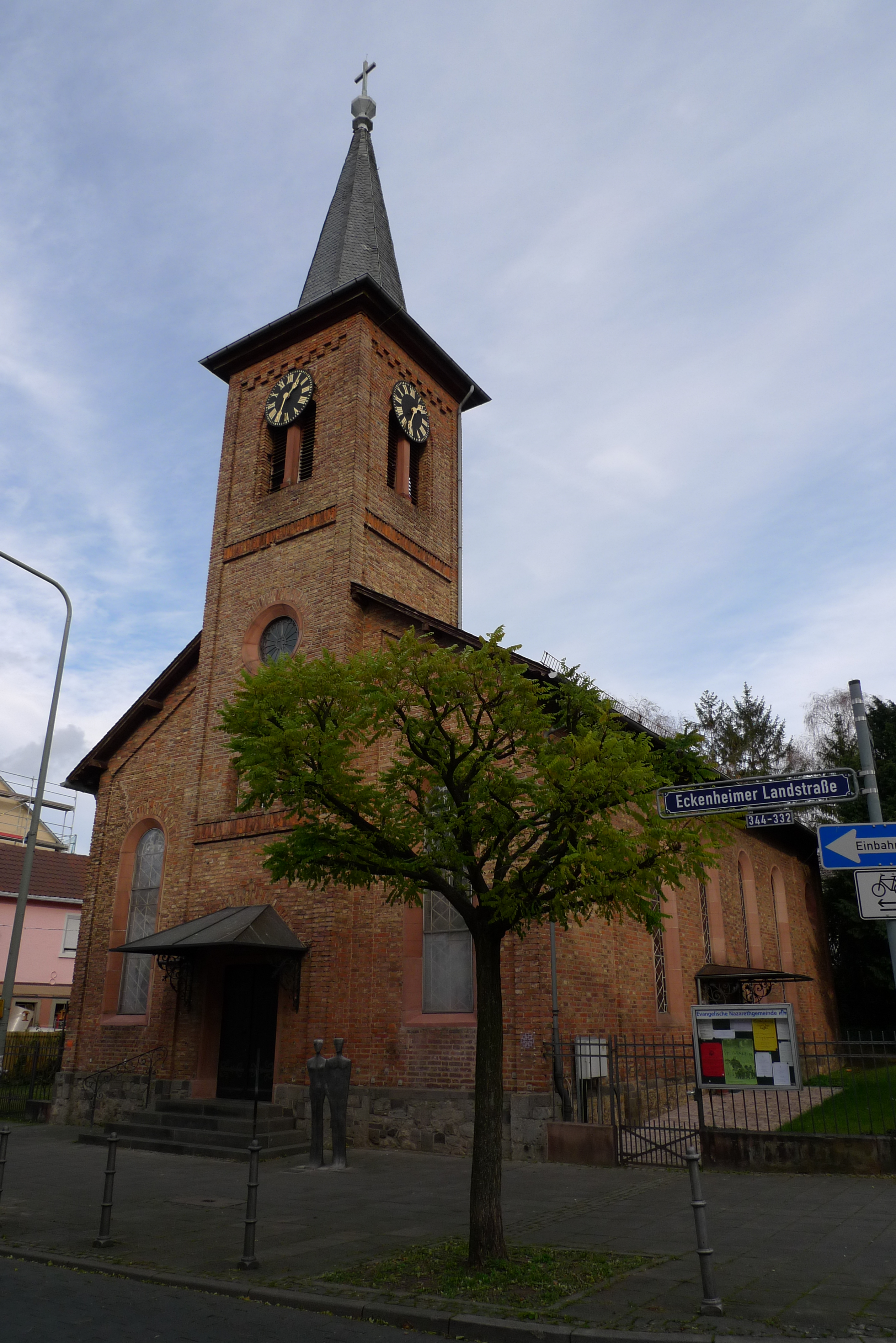
Die ev. Nazarethkirche

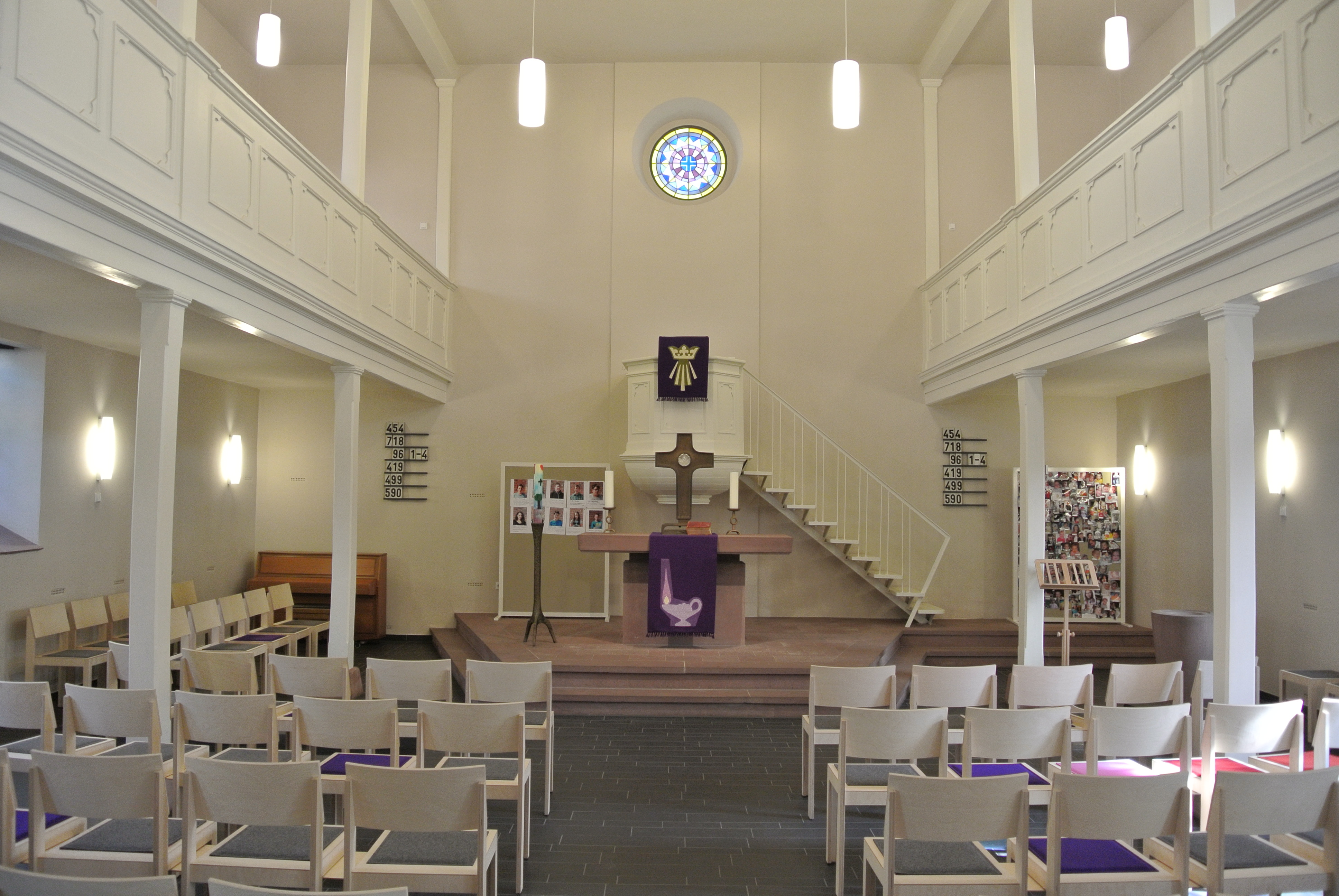
Innenraum der Nazarethkirche

Die älteste Erwähnung von Eckenheim stammt aus dem Jahr 795 und ist im Lorscher Codex erhalten. Seit dem 9. Jahrhundert gehörten die umliegenden Wälder zum Wildbann Dreieich – ein zunächst der königlichen Jagd vorbehaltenes Gebiet. Der (überwiegend) nordmainische Teil dieses Wildbannes bildete das Gericht und spätere Amt Bornheimerberg. 1294 werden Güter der Familie Falkenstein in Eckenheim erwähnt, die aus der Münzenberger Erbschaft stammen und ursprünglich der Familie Hagen-Münzenberg gehörten. Weitere Grundbesitzer im Dorf waren das Kloster Fulda und das Kloster Helmarshausen, das Deutschordenshaus in Sachsenhausen und die Herren von Eppstein. 1252 schenkte König Wilhelm dem Deutschen Orden in Sachsenhausen das Patronatsrecht für die Kirche in Eckenheim. Damit wird dort auch erstmals überhaupt eine Kirche belegt. Die Kirche war eine Filialkirche von Preungesheim.
1320 verpfändete König Ludwig IV. den Bornheimerberg an Ulrich II. von Hanau. 1336 gestattete der Kaiser dann der Stadt Frankfurt, den Bornheimerberg an seiner Stelle von Hanau einzulösen. 1351 aber erneuerte Kaiser Karl IV. die Pfandschaft für Hanau. 1434 wurde Graf Reinhard II. von Hanau von Kaiser Sigismund sogar mit dem Bornheimerberg belehnt. Bei der Teilung der Grafschaft Hanau 1458 kam der Bornheimerberg zur Grafschaft Hanau-Münzenberg.
Das widersprüchliche Verhalten des Reichs führte selbstverständlich zum Streit zwischen Frankfurt und Hanau, zumal Frankfurt sich so von Hanauer Gebiet „umzingelt“ sah. Alle Versuche Frankfurts, dies zu verhindern, scheiterten. Zwar wurden die Ansprüche Frankfurts auf die neunzehn Dörfer des Amtes nach einem über hundert Jahre dauernden Prozess vom Reichsgericht bestätigt, jedoch verfügten weder Frankfurt noch das Reich über die Macht, das Urteil durchzusetzen. So ließ sich die Stadt Frankfurt schließlich 1481 auf einen Vergleich ein: Hanau verzichtete zugunsten Frankfurts auf alle Ansprüche auf die Dörfer Bornheim, Hausen und Oberrad und erhielt das Amt Bornheimerberg im Übrigen exklusiv. Eckenheim wurde damit endgültig hanauisch.

### Historische Namensformen
- Eccinheim (795)
- Hecgenheim (9. Jahrhundert)
- Aeckenheim (um 1090)
- Egenheim (1252)
- Ekinheim (1287)
- Eckinheym (1292)
- Eckenheim (1294)

### Neuzeit
Die Reformation setzte sich in der Grafschaft Hanau-Münzenberg in der Mitte des 16. Jahrhunderts zunächst in ihrer lutherischen Ausprägung durch. In einer „zweiten Reformation“, wurde die Konfession der Grafschaft Hanau-Münzenberg erneut gewechselt: Graf Philipp Ludwig II. verfolgte ab 1597 eine entschieden reformierte Kirchenpolitik. Er machte von seinem Jus reformandi, seinem Recht als Landesherr, Gebrauch, die Konfession seiner Untertanen zu bestimmen, und setzte dies für die Grafschaft weitgehend als verbindlich durch.
Nach dem Tod des letzten Hanauer Grafen, Johann Reinhard III., 1736 erbte Landgraf Friedrich I. von Hessen-Kassel aufgrund eines Erbvertrages aus dem Jahr 1643 die Grafschaft Hanau-Münzenberg und damit auch den Bornheimerberg und Eckenheim.
Während der napoleonischen Zeit stand Eckenheim ab 1806 unter französischer Militärverwaltung, gehörte 1807–1810 zum Fürstentum Hanau, Amt Bergen, und dann von 1810 bis 1813 zum Großherzogtum Frankfurt, Departement Hanau. Anschließend fiel es an Hessen-Kassel, nunmehr „Kurfürstentum Hessen“ genannt, zurück. Hier kam es 1821 zu einer grundlegenden Verwaltungsreform: Der Bornheimerberg wurde dabei dem neu gebildeten Landkreis Hanau zugeschlagen. 1863 wurde die evangelische Nazarethkirche, 1896 bis 1899 die römisch-katholische Herz-Jesu-Kirche errichtet. Nach dem Krieg von 1866 stand Kurhessen auf der Verliererseite und wurde von Preußen annektiert. Hier gehörte es nun zum Regierungsbezirk Wiesbaden der Provinz Hessen-Nassau und ab 1886 zum Landkreis Frankfurt.
Da die Gemeinde keine Industrie besaß und verschuldet war, bat sie im April 1900 den Frankfurter Magistrat um die Eingemeindung. 10 Jahre später beschloss der Preußische Landtag ein Gesetz zur Auflösung des Landkreises Frankfurt. Eckenheim und weitere elf Gemeinden wurden dabei am 1. April 1910 zu Stadtteilen von Frankfurt.
Die Stadt sorgte in den Folgejahren für den Bau einer modernen Infrastruktur mit Wasserleitungen, Kanalisation, Gasbeleuchtung der Straßen und Elektrifizierung. Die Straßenbahn über die Eckenheimer Landstraße wurde bis zur Schwabstraße am südlichen Dorfrand verlängert, wo auch das Eckenheimer Depot entstand.
Nach dem Zweiten Weltkrieg sorgte der Bau von Wohnsiedlungen entlang des Marbachwegs im Süden und an der Sigmund-Freud-Straße im Norden Eckenheims für ein rasches Bevölkerungswachstum. Dafür wurden 1946 Teile Eckenheims abgetrennt, um den neuen Stadtteil Dornbusch zu bilden.
Bis heute ist Eckenheim überwiegend durch Wohngebiete und Kleingewerbe geprägt. Durch die Bundesautobahn 661 nach Bad Homburg vor der Höhe und die zu ihr führenden Zubringer wird eine Ausdehnung des Stadtteils sehr begrenzt.

### Einwohnerentwicklung
Quelle: Historisches Ortslexikon
- 1634: 24 Haushalte
- 1753: 44 Haushalte mit 207 Personen
- 1812: 51 Feuerstellen, 373 Seelen
- 1885: 1364 Einwohner, davon 1027 evangelisch (= 75,29 %), 329 katholisch (= 24,12 %), 8 andere Christen (= 0,59 %)

| Frankfurt-Eckenheim: Einwohnerzahlen von 1812 bis 1925 | Frankfurt-Eckenheim: Einwohnerzahlen von 1812 bis 1925 | Frankfurt-Eckenheim: Einwohnerzahlen von 1812 bis 1925 | Frankfurt-Eckenheim: Einwohnerzahlen von 1812 bis 1925 | Frankfurt-Eckenheim: Einwohnerzahlen von 1812 bis 1925 |
| ------------------------------------------------------ | ------------------------------------------------------ | ------------------------------------------------------ | ------------------------------------------------------ | ------------------------------------------------------ |
| Jahr                                                   |                                                        |                                                        |                                                        | Einwohner                                              |
| 1812                                                   | 1812                                                   |                                                        | 373                                                    | 373                                                    |
| 1834                                                   | 1834                                                   |                                                        | 370                                                    | 370                                                    |
| 1840                                                   | 1840                                                   |                                                        | 413                                                    | 413                                                    |
| 1846                                                   | 1846                                                   |                                                        | 465                                                    | 465                                                    |
| 1852                                                   | 1852                                                   |                                                        | 481                                                    | 481                                                    |
| 1858                                                   | 1858                                                   |                                                        | 520                                                    | 520                                                    |
| 1864                                                   | 1864                                                   |                                                        | 610                                                    | 610                                                    |
| 1871                                                   | 1871                                                   |                                                        | 807                                                    | 807                                                    |
| 1875                                                   | 1875                                                   |                                                        | 1.008                                                  | 1.008                                                  |
| 1885                                                   | 1885                                                   |                                                        | 1.364                                                  | 1.364                                                  |
| 1895                                                   | 1895                                                   |                                                        | 1.954                                                  | 1.954                                                  |
| 1905                                                   | 1905                                                   |                                                        | 3.041                                                  | 3.041                                                  |
| 1910                                                   | 1910                                                   |                                                        | 3.445                                                  | 3.445                                                  |
| 1925                                                   | 1925                                                   |                                                        | 5.858                                                  | 5.858                                                  |
| Quelle(n): ; Stadt Frankfurt                           |                                                        |                                                        |                                                        |                                                        |

## Wappen
Blasonierung: „In Grün ein goldenes Fleckenzeichen aus Sparrenkopfschaft mit erhöhtem Kreisfuß.“
Das Wappen wurde 1956 vorgeschlagen. Das Symbol wurde im Gemeindebereich im 14. oder 15. Jahrhundert auf Grenzsteinen verwendet; seine Bedeutung ist nicht bekannt.

## Kultur und Sehenswürdigkeiten

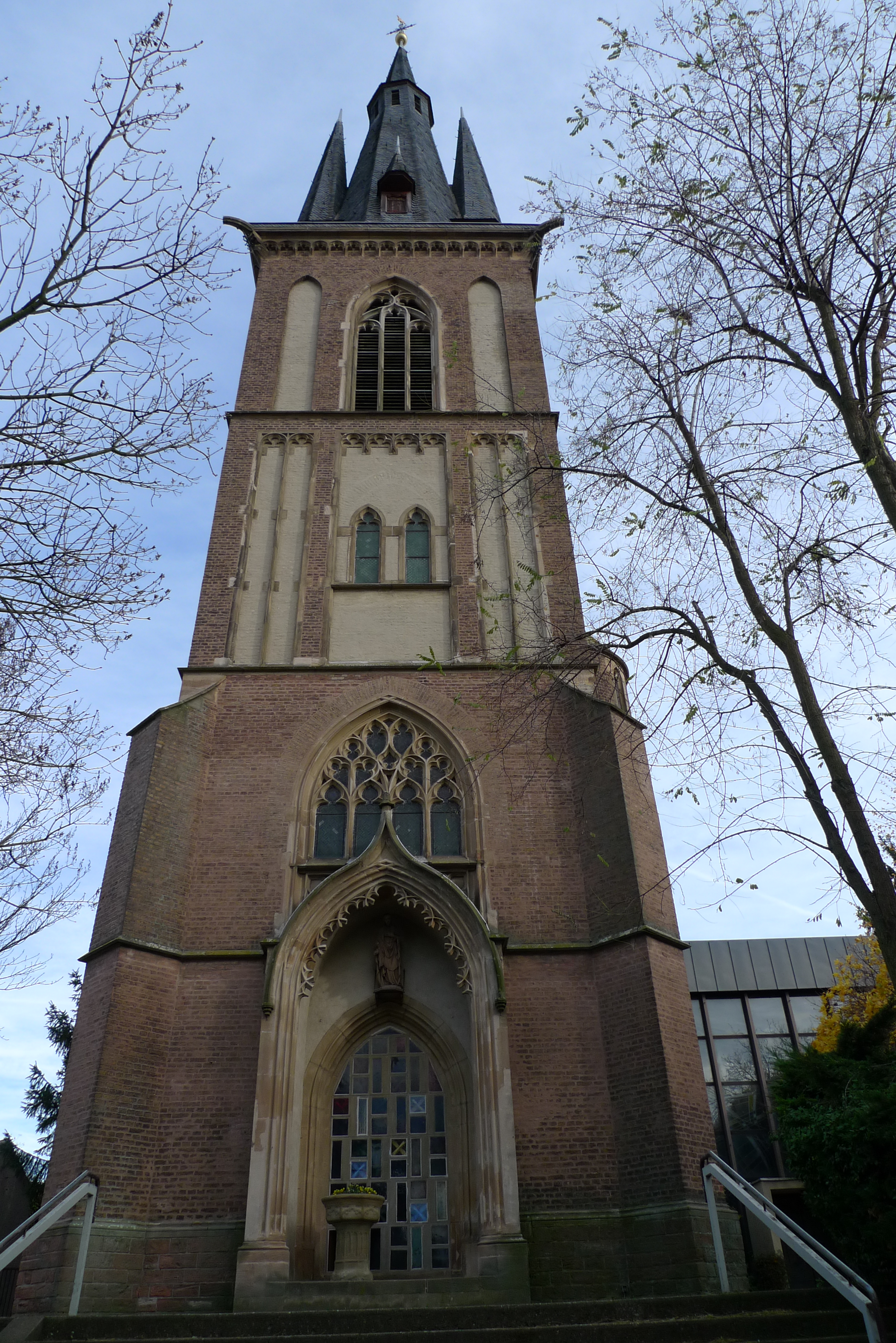
Kirche Herz Jesu Frankfurt am Main Eckenheim

Für die Kulturdenkmäler des Stadtteils siehe die Liste der Kulturdenkmäler in Frankfurt-Eckenheim.
Wichtigste Sehenswürdigkeiten sind die renovierten Fachwerkhäuser und die beiden Kirchen Eckenheims. An der Eckenheimer Landstraße nahe der Ortsmitte liegt die evangelische Nazarethkirche, ein schlichter Backsteinbau aus dem Jahr 1863. Ein Stück weiter südlich liegt die jüngere der beiden Kirchen, die 1896 bis 1899 von Max Meckel erbaute römisch-katholische Herz-Jesu-Kirche, von der heute nur noch der 56 Meter hohe Turm, das Wahrzeichen Eckenheims, steht. 1961 wurde an Stelle des alten Kirchenschiffes ein größerer Neubau errichtet. Seit 2015 gehört die vormals selbständige Gemeinde mit fünf anderen im Frankfurter Nordosten zur Pfarrei St. Franziskus Frankfurt.
Das Kulturleben ist geprägt von den über 20 Vereinen, darunter die beiden Karnevalsvereine Die Fidelen Eckenheimer und Die Krätscher, sowie der Eintracht Fanclub Schwarz-Weiß Eckenheim, und mehrere Sportvereine. Im Eckenheimer Depot hat der Verein Historische Straßenbahn der Stadt Frankfurt am Main (HSF) seinen Sitz, der neben anderen Aktivitäten auch das Verkehrsmuseum in Schwanheim betreibt.

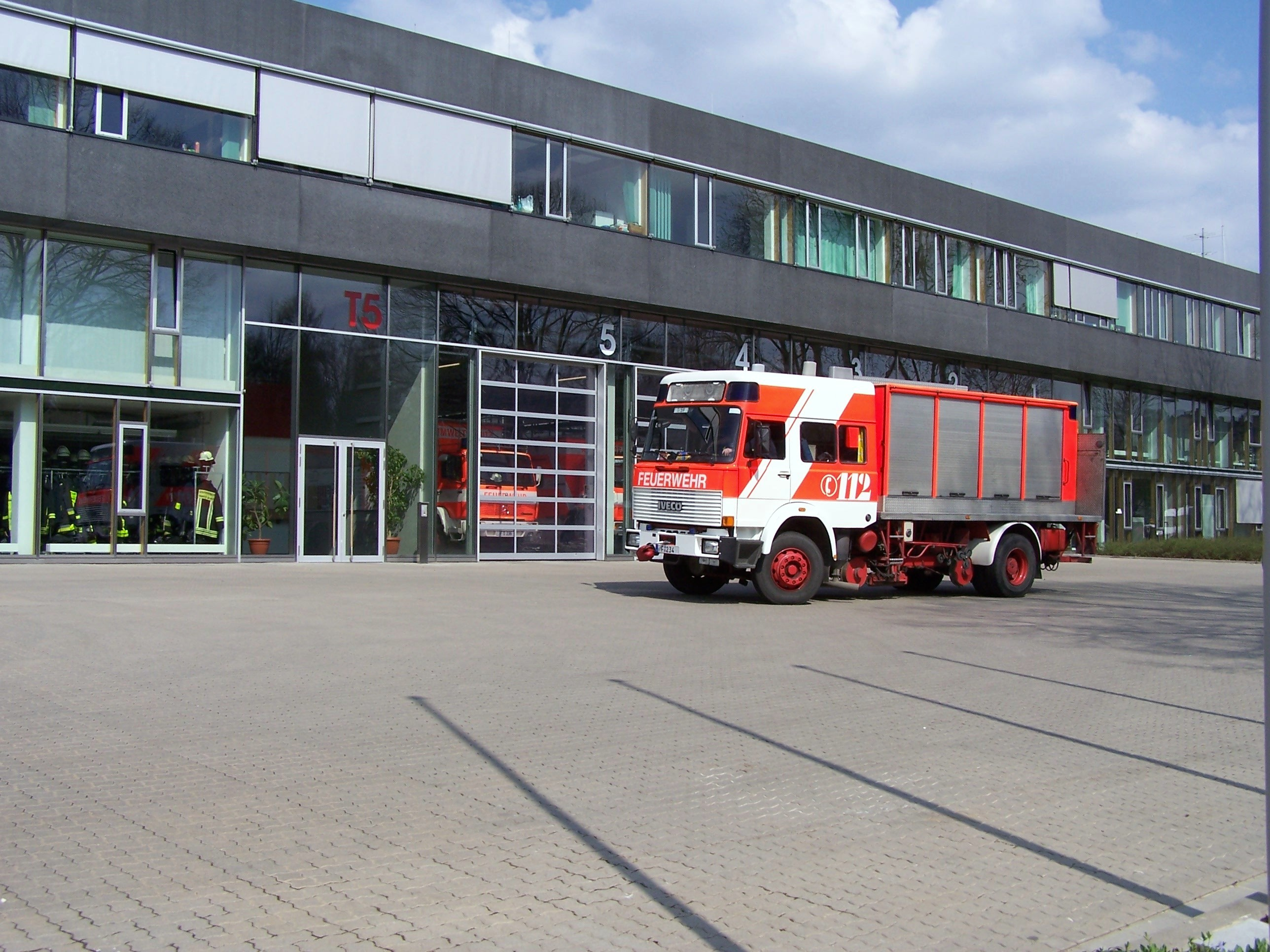
Notfall- und Rettungszentrum

Seit 2003 befindet sich in Eckenheim das Brandschutz-, Katastrophenschutz- und Rettungsdienstzentrum (BKRZ) der Feuerwehr Frankfurt am Main. Der moderne Zweckbau steht an der Kreuzung Marbachweg/Feuerwehrstraße auf dem Gelände der ehemaligen Gibbs-Kaserne der amerikanischen Streitkräfte. Die neue Einsatzleitstelle für Feuerwehr, Rettungsdienst und Ärztlichen Notdienst wurde 2005 in Betrieb genommen.
Seit Oktober 2005 befindet sich das Amerikanische Generalkonsulat im ehemaligen General Hospital der US-Army nahe der Friedberger Warte. Das Areal liegt im Stadtteil Nordend an der Grenze zu Eckenheim. Für den Umzug vom alten Standort im Westend in das gut einsehbare Gelände waren neben strategischen Gesichtspunkten nach den Ereignissen des 11. September 2001 auch die räumliche Ausdehnung ausschlaggebend. Es ist das größte US-amerikanische Konsulat der Welt.
Im Süden Eckenheims erstreckt sich der über 70 Hektar große Frankfurter Hauptfriedhof, dessen nördliche Gewanne XVI bis XXXI auf Eckenheimer Gemarkung liegen. Der 5,5 Hektar große Neue jüdische Friedhof an der Eckenheimer Landstraße liegt vollständig auf Eckenheimer Gebiet.

## Verkehrsanbindung

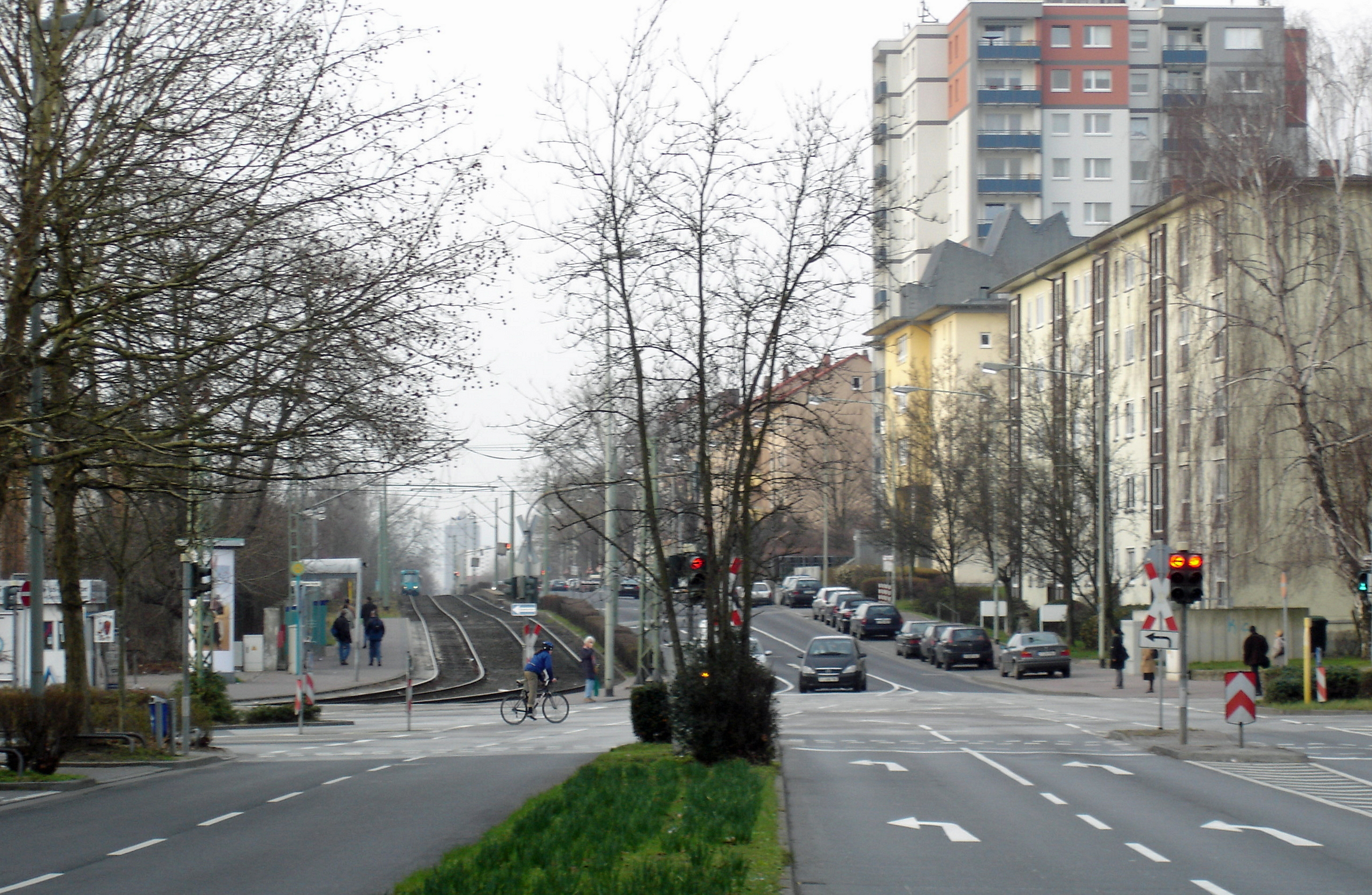
Kreuzung Gießener Straße und Marbachweg

Straßenseitig besteht die Verkehrsanbindung von Eckenheim in der Bundesautobahn 661 und im ÖPNV durch die Stadtbuslinien M34 und 39 sowie die Nachtbuslinie N5.
Auf der Schiene ist Eckenheim durch die U-Bahn-Linie U5 mit der Frankfurter Innenstadt und dem Hauptbahnhof verbunden.

## Schulen
Die erste Schule in Eckenheim wurde 1496 eingerichtet. Zum Gedenken an die damalige Landesherrschaft, die Grafen von Hanau-Münzenberg, erhielt die Eckenheimer Schule 1882 den Namen Münzenbergerschule. Ihren heutigen Bau in der Engelthalerstraße bezog sie 1963. Die Münzenbergerschule ist eine Grundschule, an der etwa 400 Schüler von 34 Lehrkräften unterrichtet werden.